# Andrés Pociña
Andrés Pociña Pérez (Lugo, 8 de marzo de 1947) es un profesor y escritor gallego.

## Trayectoria
Comenzó la carrera de Filosofía y Letras en la Universidad de Santiago de Compostela, licenciándose y doctorándose en la Universidad de Salamanca. En Salamanca empieza su trabajo como profesor universitario. En marzo de 1976 se trasladó a la Universidad de Granada, donde es catedrático de Filología Latina desde 1983. Fue Decano de la Facultad de Filosofía e Letras entre 1982 e 1984.
Colaborador de El Correo Gallego.

## Obra en gallego

### Poesía
- Versos para Aurora, 1999, Edicións do Castro.
- Apócrifo de Fiz matinado en soños, 2006, Edicións do Castro.

### Narrativa
- Quince mulleres, quince momentos, 2000, Baía Edicións.
- Nas transparencias do Miño, 2005, Laiovento.

### Ensayo
- Galicia e Granada: dous cabos dun eixo espiritual, 1998, Edicións do Castro.
- As letras galegas na obra de Alfredo Brañas, 1999, Fundación Alfredo Brañas.
- Rosalía de Castro. Estudios sobre a vida e a obra, 2000, Laiovento. Con Aurora López.
- Tecer con palabras, 2007.

### Traducciones
- Poesía grega do século XX, 2004, Junta de Galicia. Con Mosjos Morfakidis.

### Ediciones
- Poesía galega completa, de Rosalía de Castro, 1992-1994, Sotelo Blanco, con Aurora López.

### Obras colectivas
- Conversas con Maruxa Villanueva na Casa de Rosalía, con Aurora López, 1995, Hércules de Edicións.
- Premios Pedrón de Ouro: Certame Nacional Galego de Narracións Breves 'Modesto R. Figueiredo', Fundación do Pedrón de Ouro: Certames XXIV (1998), XXV (1999) e XXVI (2000), 2001, Edicións do Castro.
- Xela Arias, quedas en nós, 2004, Xerais.
- Escrita Contemporánea, Homenaxe a Ánxel Casal, 2005.
- Actas do Congreso Manuel María. Literatura e Nación, 2009, Fundación Manuel María.
- Á procura da poesía. Vida e obra de Luz Pozo Garza, con Aurora López, 2014, Alvarellos.
- 150 Cantares para Rosalía de Castro, 2015, libro electrónico.
- No tempo de Follas novas. Unha viaxe pola literatura universal, 2015, Alvarellos.

## Obras en castellano

### Ensayo
- Terencio, el eunuco, 1977.
- Los historiadores imperiales, los emperadores, y el teatro latino, 1981.
- El tragediógrafo latino Lucio Acio, 1984.
- Comienzos de la poesía latina. Épica, tragedia, comedia, 1988.
- Rosalía de Castro. Documentación biográfica y bibliografía crítica (1937-1990), 3 volumes, 1991-1993, Fundación Barrié. Con Aurora López.

### Ediciones
- Medeas. Versiones de un mito desde Grecia hasta hoy, con Aurora López, 2002, Universidade de Granada.

### Obras colectivas
- Medea en Corinto, de Luz Pozo Garza, 2003, Linteo. Edición bilingüe galego-castelán, con Aurora López.
- Comedia romana, 2007, Akal. Con Aurora López.

### Teatro
- Medea, Safo, Antígona. Granada: Esdrújula Ediciones, 2015.

## Obras en portugués
Tres de sus obras de teatro fueran publicadas en portugués y con comentarios, con los títulos Medeia em Camariñas, Entardecer em Mitilene y Antígona perante os Juízes. La obra en que están contenidas, llamada Medeia, Safo, Antígona: mitos eternos, novas leituras: Andrés Pociña, puede ser encontrada en línea aquí Archivado el 31 de octubre de 2018 en Wayback Machine..

## Premios
- Accésit del Premio Modesto R. Figueiredo en 2000 por Ás sete na Praza Maior.
- Accésit del Premio Modesto R. Figueiredo en 2001 por Medea en Camariñas.
- Ganador del Premio Modesto R. Figueiredo en 2003 por O colar indio.
- Ganador del Certame Manuel Murguía de narracións breves en 2010 por la obra As dúas vellas do Iguasú.
- Premio Pedrón de Honra en 2011, ex aequo con Aurora López.